# IC 1094/2
IC 1094/2 је галаксија у сазвијежђу Волар која се налази на листи објеката дубоког неба у Индекс каталогу.
Деклинација објекта је + 14° 37' 40" а ректасцензија 15h 7m 42,8s. Привидна величина (магнитуда) објекта IC 1094 износи 17,0 а фотографска магнитуда 18,0. IC 10942 је још познат и под ознакама MCG 3-39-6, CGCG 106-8, 8ZW 453, PGC 54009.